# まっ白
「まっ白」（まっしろ）は、2004年2月25日に発売された小田和正通算22作目のシングル。発売元はBMGファンハウス。

## 解説
表題曲は、TBS系ドラマ『それは、突然、嵐のように…』主題歌。1997年の「伝えたいことがあるんだ」以来7年ぶりのTBS系ドラマのタイアップとなった。また、2006年2月には、TBS系列『トリノオリンピック』関連番組のテーマ曲にも採用された。

## 収録曲
- 全曲作詞・作曲・編曲：小田和正

1. まっ白
2. たそがれ
1985年に発表されたオフコース時代の同名曲のセルフカバー。

## 収録アルバム
- 『そうかな』（#1）
- 『自己ベスト-2』